# Institut kurde de Paris
L'Institut kurde de Paris, créé le 24 février 1983, est un organisme culturel indépendant qui n'est pas politisé et qui se veut laïc. Après dix années d'activité sous la forme d'une association loi de 1901, l'Institut kurde, par un décret en date du 2 mars 1993 du Premier ministre français, est devenu une fondation reconnue d'utilité publique.
Son siège est situé 106 rue La Fayette (10e arrondissement de Paris).

## Action
Il regroupe des intellectuels et artistes kurdes d'horizons divers ainsi que des spécialistes occidentaux du monde kurde. Cet institut a pour vocation d'entretenir la communauté kurde dans la connaissance de sa langue, de son histoire et de son patrimoine culturel. Il tente aussi de contribuer à l'intégration des immigrés kurdes d'Europe dans leurs sociétés d'accueil mais aussi de faire connaître au public étranger les Kurdes, leur culture, leur pays et leur situation actuelle.

## Fonctionnement
Aujourd'hui, il est dirigé par un Conseil d'administration de quinze membres, dont deux représentants des ministères français de la Culture et de l'Intérieur. Ce conseil est renouvelé tous les trois ans. Dans le respect de la démocratie, du pluralisme et d'une participation aussi large que possible des intellectuels, des écrivains, des chercheurs et des artistes de la diaspora kurde à ses activités, l'Institut kurde s'est doté d'un Conseil culturel et scientifique (CCS) qui est composé de cinq sections : les sciences humaines, la langue et la littérature, les arts, l'information, les droits de l'homme et l'animation socio-culturelle. Un rôle important dans la diffusion de la culture à double sens.
En 2015, sa fermeture est envisagée, faute de financement suffisant.

## Publication de revues

### Kurmancî
Depuis 1987, l'Institut publie une revue de travaux linguistiques, Kurmancî. Les auteurs d'articles s'y expriment en kurde, en turc, en français et en anglais.

### Études kurdes
Depuis 2000, l'Institut publie une revue bi-annuelle de travaux et de recherches sur la civilisation, la culture, l'histoire, la littérature, l’anthropologie et la société kurdes, Études Kurdes. La revue est éditée intégralement en langue française. Outre les articles des contributeurs, la revue publie aussi des documents historiques disparus ou inédits, comme des lettres et des déclarations d'acteurs politiques kurdes de la première moitié du XXe siècle. Depuis sa création, la direction de la revue est assurée par Joyce Blau.